# Accumulateur thermique
Un accumulateur thermique ou une batterie d'énergie thermique (TBat, à ne pas confondre avec la pile thermique) est un dispositif physique de stockage d'énergie thermique (calories).
Il permet de stocker temporairement l'énergie disponible à un moment donné puis de la libérer à un autre moment. Au niveau atomique d'un matériau confiné et isolé thermiquement, de l'énergie est ajoutée ou retirée, d'une masse solide ou d'un volume liquide, via un fluide caloporteur, éventuellement assisté d'une pompe à chaleur. Certaines « batteries thermiques » utilisent la transition de phase qui provoque le stockage et la libération d'encore plus d'énergie en raison de l'enthalpie delta de fusion ou de l'enthalpie delta de vaporisation. Les systèmes d'accumulation (d'énergie solaire notamment) sont classés en fonction de la nature de la chaleur transférée dans les systèmes de stockage (chaleur sensible ou chaleur latente).

## Histoire
Des accumulateurs thermiques simples sont utilisés depuis longtemps, avec des objets aussi familiers et anciens que des pierres chauffées ou la bouillotte. D'autres exemples comprennent les briques réfractaires, les poêles en pierre et en terre, les roches placées dans les foyers ou certains fours ou le mur Trombe qui sont des systèmes de stockage thermique d'appoint, basés sur la rétention de la chaleur pour un certain temps.
Aujourd'hui les systèmes peuvent être modélisés avant leur construction pour mieux les dimensionner.

## Types d'accumulateurs thermiques
Ils se répartissent généralement en quatre catégories avec des formes et des applications différentes. Ils diffèrent notamment par la méthode et la densité de stockage de chaleur.

### Accumulateur thermique à changement de phase
Les matériaux à changement de phase (MCP) utilisés pour le stockage thermique peuvent stocker et libérer une capacité thermique importante à la température à laquelle ils changent de phase.
Ces matériaux sont choisis en fonction d'applications spécifiques car il existe une large gamme de températures qui peuvent être utiles dans différentes applications et une large gamme de matériaux qui changent de phase à différentes températures. Ce sont par exemple des sels et des cires spécialement conçus pour les applications énergétiques.
L'eau est elle-même un matériau à changement de phase. La chaleur latente de l'eau est de 334 joules/gramme. Le changement de phase de l'eau se produit à 0 °C (32 °F).
Certaines applications utilisent la capacité thermique de l'eau ou de la glace comme stockage frigorifique (stockage de frigories) ; la glace peut être fondue pour stocker la chaleur puis recongelée pour réchauffer un environnement en dessous de zéro (apporter de l'eau liquide à 0 °C dans un tel environnement réchauffe cet environnement beaucoup plus que la même masse de glace à la même température, car la chaleur latente du gel en est extraite (c'est pourquoi le changement de phase est pertinent), ou l'eau peut être gelée jusqu'à « stocker du froid » puis fondre pour rendre plus froid un environnement au-dessus du point de congélation (et encore une fois, une masse de glace donnée à 0 °C fournira plus de refroidissement que la même masse d'eau à la même température).[réf. nécessaire]
L'avantage d'utiliser le changement de phase est qu'une masse donnée de matériau peut absorber une grande quantité d'énergie sans que sa température change. Ainsi, une batterie thermique qui utilise un changement de phase peut être rendue plus légère ou plus d'énergie peut y être injectée sans augmenter la température interne de manière inacceptable.[réf. nécessaire]
L'efficacité de « décharge » d'un accumulateur thermique (accumulateur d'énergie solaire thermique par exemple) peut être améliorée en utilisant deux MCP différents.

### Accumulateur thermique encapsulé
Un accumulateur thermique encapsulé est physiquement similaire à un accumulateur à changement de phase, dans la mesure où il s'agit d'une quantité confinée de matériau physique qui est chauffée ou refroidie thermiquement pour stocker ou extraire de l'énergie. Mais, dans un accumulateur thermique encapsulé sans changement de phase, la température de la substance est modifiée sans induire de changement de phase. Puisqu'un changement de phase n'est pas nécessaire, de nombreux autres matériaux sont disponibles pour être utilisés dans une batterie thermique encapsulée.[réf. nécessaire]
L'une des propriétés clés d'un accumulateur thermique encapsulé est sa capacité thermique volumétrique (VHC), également appelée capacité thermique spécifique au volume. Les substances typiques utilisées pour ces batteries thermiques comprennent l'eau, la vapeur d'eau, le sable humide ou encore le béton.
Un exemple d'accumulateur thermique encapsulé est le chauffe-eau résidentiel doté d'un réservoir de stockage,. Cette batterie thermique est lentement chargée sur une période d'environ 30 à 60 minutes pour une utilisation rapide en cas de besoin (par exemple 10 à 15 minutes). De nombreux services publics utilisent des systèmes de ce type comme accumulateur thermique (les anglophones parlent aussi de « batterie thermique ») pouvant absorber une chaleur renouvelable excédentaire (chaleur fatale éventuellement) quand elle est disponible pour une utilisation ultérieure« les économies nettes pour le système électrique dans son ensemble pourraient s'élever à 200 dollars par an et par appareil de chauffage – dont une partie pourrait être répercutée sur son propriétaire ».

### Accumulation dans du sable
Des recherches sur l'utilisation du sable comme moyen de stockage de chaleur sont menées. En Finlande, un prototype de batterie de sable a été construit pour stocker l'énergie solaire et éolienne renouvelable sous forme de chaleur, pour une utilisation ultérieure comme chauffage urbain et éventuellement pour une production d'électricité ultérieure.

### Accumulateurs thermiques non encapsulés

#### Batterie thermique GHEX
Un échangeur de chaleur géothermique (GHEX : Ground-coupled heat exchanger) est une zone du sous-sol utilisée comme batterie thermique à cycle saisonnier/annuel. Ces batteries thermiques sont des zones souterraines où des tuyaux ont été placés pour y transférer de l'énergie thermique ; ils sont « non encapsulés » dans le sens où la zone cible n'est pas isolée du reste du substrat environnante. De l'énergie est ajoutée au GHEX en faisant circuler un fluide à température plus élevée dans les tuyaux et en élevant ainsi la température de la terre locale. L'énergie peut également être extraite du GHEX en faisant passer un fluide à plus basse température dans ces mêmes tuyaux.
Les batteries thermiques GHEX sont généralement mises en œuvre sous deux formes :
1. GHEX « horizontal » où des tranchées sont utilisées pour placer une quantité de tuyaux dans une boucle fermée dans le sol.
2. GHEX vertical, créé en forant des trous de forage dans le sol, verticalement ou non, puis les tuyaux sont insérés sous la forme d'une boucle fermée avec un raccord « en U » à l'extrémité de la boucle. Ces batteries thermiques GHEX forées sont aussi parfois appelées « systèmes de stockage d'énergie thermique par forage ».

L'énergie thermique peut être ajoutée ou retirée d'une batterie thermique GHEX à tout moment. Cependant, ils sont le plus souvent utilisés comme stockage d'énergie thermique saisonnier fonctionnant selon un cycle annuel où l'énergie est extraite d'un bâtiment pendant la saison estivale pour refroidir un bâtiment et ajoutée au GHEX. Ensuite, cette même énergie est ensuite extraite du GHEX pendant la saison hivernale pour chauffer le bâtiment. Ce cycle annuel d'addition et de soustraction d'énergie est hautement prévisible sur la base de la modélisation énergétique du bâtiment desservi. Une batterie thermique utilisée dans ce mode est une source d'énergie renouvelable car l'énergie extraite en hiver sera restituée au GHEX l'été suivant dans un cycle qui se répète continuellement. Ce type est alimenté par l'énergie solaire car c'est la chaleur du soleil en été qui est évacuée d'un bâtiment et stockée dans le sol pour être utilisée lors de la prochaine saison hivernale pour le chauffage. Il existe deux méthodes principales de test de réponse thermique qui sont utilisées pour caractériser la conductivité thermique et la capacité thermique/diffusivité des batteries thermiques GHEX : l'ajustement de courbe unidimensionnelle en temps de journalisation et les tests avancés de réponse thermique récemment publiés,.
Un bon exemple de la nature du cycle annuel d'une batterie thermique GHEX peut être vu dans l'étude du bâtiment ASHRAE (American Society of Heating, Refrigerating and Air-Conditioning Engineers). Comme le montre le graphique « Températures de la boucle souterraine et de l'air ambiant par date » (Figure 2–7), on peut facilement voir la forme sinusoïdale du cycle annuel de la température du sol, car la chaleur est extraite du sol de façon saisonnière en hiver et rejetée vers le sol. sol en été, créant une « charge thermique » au sol au cours d'une saison qui n'est pas déchargée et est entraînée dans l'autre sens du point neutre jusqu'à une saison ultérieure. D'autres exemples plus avancés de batteries thermiques au sol utilisant des modèles thermiques intentionnels de puits de forage sont actuellement en recherche et en utilisation précoce.[réf. nécessaire]

### Routes solaires thermiques
Il est possible d'utiliser les surfaces asphaltées sombres comme capteur solaire thermique (pouvant absorber environ 40 MJ/m de rayonnement solaire par jour en été) via un système d'échange de chaleur impliquant d'installer une tuyauterie dans la chaussée Un fluide caloporteur circulant dans les tuyaux quand le soleil chauffe la route capte les calories pour les transférer dans un réservoir (qui peut être de la roche sous-jacente, du granit idéalement) ; c'est aussi un moyen de refroidir la température de la chaussée pour éviter que le goudron ne fonde lors des canicules. L'efficacité énergétique d'une chaussée en asphalte utilisée comme capteur solaire a atteint 33 % puis est limitée par la réduction de la température de l'asphalte quand le débit du fluide caloporteur augmente. En montagne et en zone froide, une tuyauterie située à 4 à 10 cm sous la surface avec un espacement optimal des tuyaux de 0,18 à 0,4 m permet, comme l'a montré une expérience faite en Chine d'utiliser la chaleur collectée en été pour faire fondre la neige en hiver. Près de 150 à 250 W/m de chaleur solaire ont pu être ainsi récupérés en conditions naturelles estivales.

## Autres dispositifs dénommés batteries thermiques
Dans l'industrie de la défense, les batteries primaires à sels fondus sont appelées « batteries thermiques ».
Ces batteries électriques non rechargeables utilisent comme électrolyte un mélange eutectique à bas point de fusion de sels métalliques ioniques (chlorures de sodium, de potassium et de lithium, bromures, etc.), fabriqué avec les sels sous forme solide. Tant que les sels restent solides, la batterie a une longue durée de vie pouvant atteindre 50 ans. Une fois activé (généralement par une source de chaleur pyrotechnique) et que l'électrolyte fond, il est très fiable avec une densité d'énergie et de puissance élevée. Ils sont largement utilisés pour des applications militaires telles que les missiles guidés de petite et grande taille et les armes nucléaires.[réf. nécessaire]
Il existe d'autres articles historiquement appelés « batteries thermiques », tels que les packs de chaleur à stockage d'énergie que certains skieurs ou chasseurs utilisent pour garder les mains et les pieds au chaud (voir chauffe-mains). Ceux-ci contiennent de la poudre de fer humide avec de l'eau salée sans oxygène qui se corrode rapidement en plusieurs heures, libérant de la chaleur lorsqu'elle est exposée à l'air. Les compresses froides instantanées absorbent la chaleur par un changement de phase non chimique, par exemple en absorbant la chaleur endothermique de la solution de certains composés.
Le principe commun à ces autres batteries thermiques est que la réaction impliquée n'est pas réversible. Ainsi, ces batteries ne sont pas utilisées pour stocker et récupérer de l'énergie thermique.